# Tissu oral
Derme oral
Le tissu oral, aussi appelé derme oral, est le nom donné chez les coraux au derme en contact avec le milieu extérieur.

## Composition

Schéma du derme oral d'un polype

Le tissu oral est composé de quatre couches depuis l'extérieur vers l'intérieur du corps : 
- une couche de mucus ;
- l'ectoderme oral ;
- la mésoglée ;
- l'endoderme oral.